# Иван Киринчић
Иван Киринчић (Београд) српски је телевизијски и филмски глумац.

## Биографија
Рођен је у Београду. Глумачку каријеру је започео у Сједињеним Државама.

## Филмографија
| Год.      | Назив                                           | Улога                    | Напомена |
| --------- | ----------------------------------------------- | ------------------------ | -------- |
| 2024.     | Martin Scorsese Presents: The Saints            | SS Officer               |          |
| 2024.     | Крунска 11                                      | Лолин дечко              |          |
| 2024.     | Тајне винове лозе                               | Барјактаровић            |          |
| 2024.     | The Man Who Saved the Internet with a Sunflower | Man 2                    |          |
| 2023.     | Моја Славице                                    | Thomas Müller            |          |
| 2022.     | The Hostess                                     | Veljko                   |          |
| 2018–2019 | Mysteries at the Museum                         | Cosmonaut / Matthew Hill |          |
| 2018.     | Director's Cut                                  | Baldassar                |          |
| 2017.     | Агапе                                           | Дон Стипе                |          |
| 2017.     | On My Shoulder                                  | Jake                     |          |
| 2014.     | Мјесто Злочина                                  | Домагој                  |          |